# Јевгениј Самсонов
Јевгениј Борисович Самсонов (рус. Евгений Борисович Самсонов; Москва, 15. септембар 1926 — Москва, 30. септембар 2014) био је совјетски веслачки репрезентативац, члан Веслачког клуба Крила Совјетов из Москве. Најчешће се веслао у саставу осмерца.
Учествовао је на Летњим олимпијским играма 1952. са осмерцем СССР. Освојили су сребрну медаљу иза осмерца САД.
Совјетски осмерац је веслао у саставу: Јевгениј Браго, Владимир Родимушкин, Алексеј Комаров, Игор Борисов, Слава Амирагов, Леонид Гисен, Јевгениј Самсонов, Владимр Крјуков и кормилар Игор Пољаков.
Четири године касније 1956. у Мелбурну осмерац који је веслао у саставу: Ернест Вербин, Борис Фјодоров, Слава Амирагов, Леонид Гисен, Јевгениј Самсонов, Анатолиј Антонов, Георгиј Гушенко и Владимир Крјуков и кормилар Владимир Петров испао је у полуфиналу.